# سلاطین خیابان‌ها
سلاطین خیابان‌ها مستندی دربارهٔ زندگی بنیان‌گذاران پارکور (شهرنوردی) در ایران است که سعی در برگزاری فستیوال پارکور در شهرک اکباتان را دارند اما آن‌ها در این راه با مشکلات گوناگونی رو به رو می‌شوند…
این مستند اولین همکاری زینب تبریزی و پالیز خوشدل است. پالیز خوشدل بعد از ساخت این مستند تهیه‌کنندگی مستند روی زیرزمین را بر عهده گرفت.

## واکنش‌ها
بيل نيكولز :(منتقد سوئدى) کاراکتر محوری ما در فیلم، فرید، يك پارکورکار و مربی باذوق و اشتیاق است که شوقش همین ورزش نیمه مخفيانه است. بسیاری از شهروندان با این کارها همراهی ندارند؛ شهروندانى که ناگهان متوجه ميشوند فضاهای عمومیشان کاربردهای غافلگیرکنندهای گرفته. ولی این فیلم روحيه مقاومت و مبتكري را نشان ميدهد كه معمولا در مقابل هجمه پرپاگاندا گم كيشود؛ جنگی که پرپاگاندا با آن میخواهد دیگران را به عروسك و فرمانبردار تقلیل دهد.اما سلاطین زنده اند و مشغول زندگی. زنده باد سلاطین .
روبرت صفاریان: سلاطین خیابان‌ها یکی از وظایف اولیه و مهم هر فیلم مستندی را انجام داده‌است. یعنی ما را به محیطی برده‌است که ندیده‌ایم و این کار را به نحو هیجان انگیزی هم انجام داده‌است.
امید بلاغتی: نکته مهم دیگر در فیلم شکل رفتار درست دوربین، دکوپاژ و تدوین در شکل‌گیری ساختار درست فیلم در دنبال کردن سوژه‌ها در زمان پارکور بازی و پریدن آقایان پرنده‌است. تصویری که به پرش آنها، جدا از زیبایی پریدنشان، زیبایی‌شناسی تصویری نیز اضافه می‌کند. 

## جوایز و کاندیدها
- جایزه بهترین فیلم از نگاه منتقدان و نویسندگان از جشنواره بین‌المللی فیلم کوتاه تهران ۱۳۸۹ [۴]
- جایزه پخش‌کننده بین‌المللی فیلم از جشنواره بین‌المللی فیلم کوتاه تهران ۱۳۸۹ [۴]
- جایزه بهترین فیلم جشنواره تصویر سال ۱۳۸۹[۴]
- لوح تقدیر از جشنواره تورنتو کانادا۱۳۹۰[۴]
- کاندیدای بهترین کارگردانی و بهترین فیلم از جشنواره فیلم شهر ۱۳۹۰[۵]
- جایزه بهترین کارگردانی جشنواره فیلم شهر در سال ۱۳۹۰[۵]
- کاندید تدوین در پانزدهمین جشن سینمای ایران ۱۳۹۰[۴]
- کاندید موسیقی در پانزدهمین جشن سینمای ایران ۱۳۹۰[۴]
- کاندید فیلمبرداری در پانزدهمین جشن سینمای ایران ۱۳۹۰[۴]
- کاندید بهترین کارگردانی در پانزدهمین جشن سینمای ایران ۱۳۹۰[۴]
- کسب تندیس بهترین فیلم نیمه بلند جشن سینمای ایران۱۳۹۰[۴]